# Adephaga
Adephaga (af græsk ἀδηφάγος, adephagos: glubsk, forslugen) er en underorden af biller. Den har mere end 40.000 registrerede arter i 10 familier. Det er højt specialiserede biller og den næststørste underorden i ordenen biller (Coleoptera).